# تپه سید فتح‌الله
تپه سید فتح‌الله مربوط به دوره نوسنگی - عصر مس - هزاره ۴ قبل از میلاد - عصر آهن است و در شهرستان خرم‌آباد، بخش زاغه، دهستان قائد رحمت، ۳۰۰ متری شرق روستای دولیسکان واقع شده و این اثر در تاریخ ۲۸ اسفند ۱۳۸۵ با شمارهٔ ثبت ۱۸۶۳۱ به‌عنوان یکی از آثار ملی ایران به ثبت رسیده است.